# Carmen Avilés
Carmen Avilés Palos (* 5. April 2002 in Madrid) ist eine spanische Leichtathletin, die sich auf den Sprint spezialisiert hat.

## Sportliche Laufbahn
Erste internationale Erfahrungen sammelte Carmen Avilés beim Europäischen Olympischen Jugendfestival (EYOF) 2019 in Baku, bei dem sie in 54,65 s den vierten Platz im 400-Meter-Lauf belegte und mit der spanischen Sprintstaffel (1000 Meter) in 2:08,53 min die Goldmedaille gewann. 2021 schied sie bei den U20-Europameisterschaften in Tallinn mit 54,89 s im Halbfinale über 400 Meter aus und gewann mit der 4-mal-400-Meter-Staffel in 3:36,10 min die Silbermedaille. Im Jahr darauf startete sie bei den Hallenweltmeisterschaften in Belgrad und schied dort mit 3:34,92 min im Vorlauf aus und im Mai siegte sie in 3:31,72 min bei den Ibero-Amerikanischen Meisterschaften in La Nucia. Im Juli verpasste sie bei den Weltmeisterschaften in Eugene mit 3:32,87 min den Finaleinzug und im September gewann sie bei den U23-Mittelmeer-Meisterschaften in Pescara in 54,14 s die Bronzemedaille über 400 Meter hinter den Italienerinnen Alessandra Bonora und Elisabetta Vandi und mit der Staffel sicherte sie sich in 3:43,21 min die Silbermedaille hinter Italien. 2023 belegte sie bei der 1. Liga der Team-Europameisterschaft im Zuge der Europaspiele in Chorzów in 3:16,79 min den sechsten Platz im A-Lauf in der Mixed-Staffel. Anschließend schied sie bei den U23-Europameisterschaften in Espoo mit 53,56 s im Halbfinale über 400 Meter aus und mit der Staffel gewann sie in 3:31,11 min die Bronzemedaille hinter den Teams aus Frankreich und der Schweiz. Bei den World Athletics Relays auf den Bahamas sicherte sie der spanischen Frauenstaffel einen Startplatz für die Olympischen Spiele in Paris und kam auch in der Mixed-Staffel zum Einsatz. Anschließend belegte sie bei den Europameisterschaften in Rom in 3:26,94 min den siebten Platz. Im August verpasste sie bei den Olympischen Sommerspielen in Paris mit 3:28,29 min den Finaleinzug mit der Frauenstaffel.
2025 belegte sie bei den Halleneuropameisterschaften in Apeldoorn in 3:17,12 min den vierten Platz in der Mixed-Staffel über 4-mal 400 Meter.

## Persönliche Bestzeiten
- 400 Meter: 52,16 s, 21. Juni 2024 in Madrid
  - 400 Meter (Halle): 52,37 s, 23. Februar 2025 in Madrid